# Nagroda im. Karola Sabatha
Nagroda im. Karola Sabatha – polska nagroda w wysokości początkowo 5 tys. zł, a potem 4 tys. zł, przyznawana od 2008 roku przez Polskie Stowarzyszenie Dziennikarzy Naukowych „Naukowi.pl” za najlepszy tekst popularnonaukowy w polskiej prasie (od 2012 r. także audycje radiowe i telewizyjne) dotyczący nauki, medycyny i techniki. W skład jury wchodzą naukowcy zaangażowani w popularyzację nauki, dziennikarze oraz medioznawcy, początkowo jury było trzyosobowe, potem pięcioosobowe. Oprócz nagrody głównej przyznawane są wyróżnienia.
| Lp. | Rok  | Laureat                      | Wyróżnieni                                         |       |
| --- | ---- | ---------------------------- | -------------------------------------------------- | ----- |
| 1   | 2008 | Adam Zubek                   | Irena Cieślińska Marcin Jamkowski Piotr Cieślinski | [ 3 ] |
| 2   | 2009 | Irena Cieślińska             | Andrzej Hołdys Piotr Kossobudzki Olga Woźniak      | [ 1 ] |
| 3   | 2010 | Olga Woźniak                 | Tomasz Ulanowski Piotr Kossobudzki                 | [ 5 ] |
| 4   | 2011 | Patrycja Dołowy              | Marcin Rotkiewicz Adam Zubek                       | [ 6 ] |
| 5   | 2012 | Sławomir Zagórski            | Marcin Rotkiewicz Wojciech Mikołuszko              | [ 7 ] |
| 6   | 2013 | Judyta Watoła Dariusz Kortko | Mirosław Usidus Wojciech Mikołuszko Ewa Nieckuła   | [ 8 ] |
| 7   | 2016 | Olga Woźniak                 | Marcin Rotkiewicz Wojciech Mikołuszko              | [ 9 ] |